# Colletoecema
Genre
Colletoecema est un genre de plantes de la famille des Rubiaceae.

## Liste d'espèces
Selon Catalogue of Life (28 septembre 2017) :
- Colletoecema dewevrei (De Wild.) E.M.A.Petit
- Colletoecema gabonensis Dessein & O.Lachenaud
- Colletoecema magna Sonké & Dessein

Selon NCBI (28 septembre 2017) :
- Colletoecema dewevrei
- Colletoecema magna

Selon The Plant List (28 septembre 2017) :
- Colletoecema dewevrei (De Wild.) E.M.A.Petit
- Colletoecema gabonensis Dessein & O.Lachenaud
- Colletoecema magna Sonké & Dessein

Selon Tropicos (28 septembre 2017) (Attention liste brute contenant possiblement des synonymes) :
- Colletoecema dewevrei (De Wild.) E.M.A. Petit
- Colletoecema gabonensis Dessein & O. Lachenaud
- Colletoecema magna Sonké & Dessein